# Aalen (geologia)
| okres / system                         | epoka / oddział   | wiek / piętro | Wiek (mln lat) |
| -------------------------------------- | ----------------- | ------------- | -------------- |
| kreda                                  | wczesna           | berrias       | młodsze        |
| jura                                   | górna (malm)      | tyton         | 145,0–152,1    |
| jura                                   | górna (malm)      | kimeryd       | 152,1–157,3    |
| jura                                   | górna (malm)      | oksford       | 157,3–163,5    |
| jura                                   | środkowa (dogger) | kelowej       | 163,5–166,1    |
| jura                                   | środkowa (dogger) | baton         | 166,1–168,3    |
| jura                                   | środkowa (dogger) | bajos         | 168,3–170,3    |
| jura                                   | środkowa (dogger) | aalen         | 170,3–174,1    |
| jura                                   | wczesna (lias)    | toark         | 174,1–182,7    |
| jura                                   | wczesna (lias)    | pliensbach    | 182,7–190,8    |
| jura                                   | wczesna (lias)    | synemur       | 190,8–199,3    |
| jura                                   | wczesna (lias)    | hettang       | 199,3–201,3    |
| trias                                  | późny             | retyk         | starsze        |
| Podział jury według ICS, sierpień 2012 |                   |               |                |

Aalen (ang. Aalenian)
- w sensie geochronologicznym: najstarszy wiek środkowej jury, trwający według przyjmowanego do 2012 roku przez Międzynarodową Komisję Stratygrafii podziału jury około 4 milionów lat (od 175,6 ± 2,0 do 171,6 ± 3,0 mln lat temu)[1]; w roku 2012 Komisja poprawiła datowanie na od 174,1 ± 1,0 do 170,3 ± 1,4 mln lat temu[2]. Aalen jest młodszy od toarku, a starszy od bajosu.

- w sensie chronostratygraficznym: pierwsze piętro środkowej jury, wyższe od toarku, a niższe od bajosu. Stratotyp aalenu znajduje się w miejscowości Fuentelsaz na północ od Moliny (Kastylia, Hiszpania). Dolna granica aalenu bazuje na pierwszym pojawieniu się zespołu amonitowego Leioceras opalinum i Leioceras lineatum.

Nazwa piętra (wieku) pochodzi od nazwy miasta Aalen w Niemczech.

## Fauna aalenu

### Krokodylomorfy
- Steneosaurus – Thalattosuchia; w innych piętrach Anglia, Niemcy, Francja, Szwajcaria, Maroko

### Amonity
- Abbasites[3]
- Ancolioceras[3]
- Asthenoceras[3]
- Bradfordia[3]
- Brasilia[3]
- Bredyia[3]
- Canavarella[3]
- Constileioceras[3]
- Cylioceras[3]
- Euaptetoceras[3]
- Eudmetoceras[3]
- Euhoploceras[3]
- Fontannesia[3]
- Graphoceras[3]
- Haplopleuroceras[3]
- Hyperlioceras[3]
- Leioceras[3]
- Ludwigia[3]
- Malladaites[3]
- Padragosiceras[3]
- Parammatoceras[3]
- Planammatoceras[3]
- Praestrigites[3]
- Pseudammatoceras[3]
- Puchenquia[3]
- Reynesella[3]
- Sonninia[3]
- Spinammatoceras[3]
- Staufenia[3]
- Stephanoceras[3]
- Trilobiticeras[3]
- Tugurites[3]

### Belemnity
- Belemnopsis[3]
- Belemnites[3]
- Holcobelus[3]
- Homaloteuthis[3]
- Megateuthis[3] – Eurazja
- Paramegateuthis[3]
- Rhabdobelus[3]
- Sachsibelus[3]